# Jean-François Favre

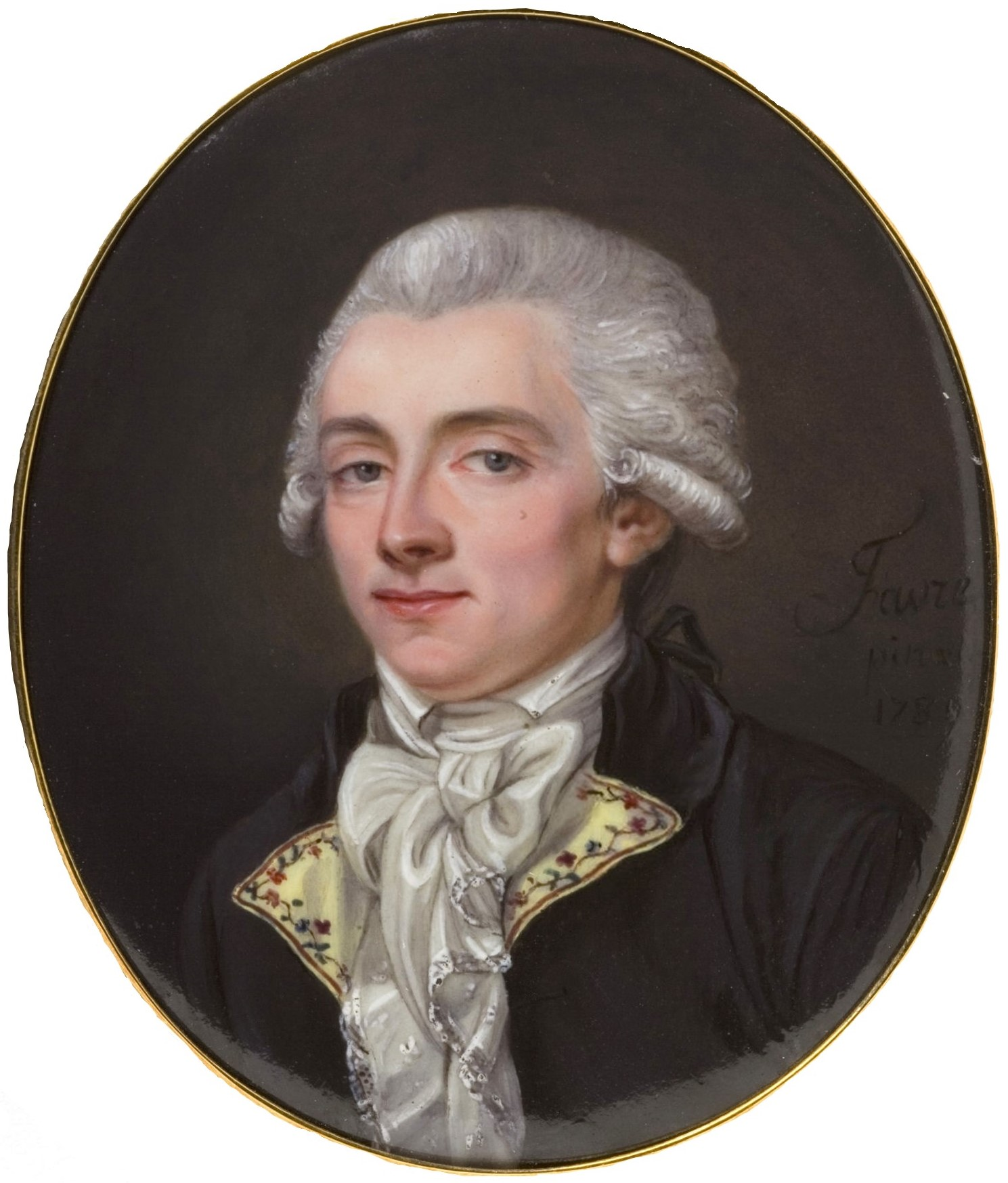
Jean-Joseph Mounier, 1789.

Jean-François Favre, né à Genève le 4 juillet 1751 et mort dans la même ville  le 3 mars 1807 est un artiste genevois, peintre et miniaturiste.

## Biographie
Il étudie le dessin auprès de Jacques Saint-Ours (le père du peintre Jean-Pierre Saint-Ours) et la peinture sur émail avec Marc-Théodore Bourrit. Élisabeth Terroux et Jean-Rodolphe Gautier sont ses élèves.
En 1772 il part à Paris et travaille dans l’atelier du miniaturiste genevois Charles-Louis Loehr. Il y rencontre Jacques Thouron avec qui il s’associe en 1775 pour peindre des émaux décoratifs. Il suit des cours à l’Académie royale de peinture et de sculpture.

## Collections publiques
- Musée d'art et d'histoire de Genève
- Musée Patek Philippe à Genève
- Lausanne : Musée historique de Lausanne
- Winterthur : Museum Briner und Kern
- Paris : Musée du Louvre
- Londres : Victoria and Albert Museum[3]
- Milan : Musée Poldi Pezzoli
- Baltimore : Walters Art Museum

## Expositions
- Genève :  Salon de la Société des arts, 1798
- Londres : Burlington Fine Arts Club, 1889
- Genève : Exposition nationale suisse, 1896
- Genève : Musée Rath, 1914
- Paris : Musée Galliéra, 1923 (Exposition de la verrerie et de l'émaillerie modernes)[4]
- Genève : Musée d'art et d'histoire de Genève, 1942 (Genève à travers les âges)
- Paris : Musée du Louvre, Cabinet des dessins, 1956
- Londres : Garrard Crown Jewellers, 1961[5]
- Nancy : Musée lorrain, Couvent des Cordeliers, 1993
- Bordeaux : Musée des arts décoratifs et du design de Bordeaux, 1995 (L'âge d'or du petit portrait)
- Genève : Musée de l'horlogerie, 1995 (L'âge d'or du petit portrait)
- Paris : Musée du Louvre, 1996 (L'âge d'or du petit portrait)
- Lausanne : Musée historique de Lausanne, 1999 (100 ans de miniatures suisses, 1780-1880)

## Sources
- Article Jean- du SIKART en ligne